# J. K. Potter

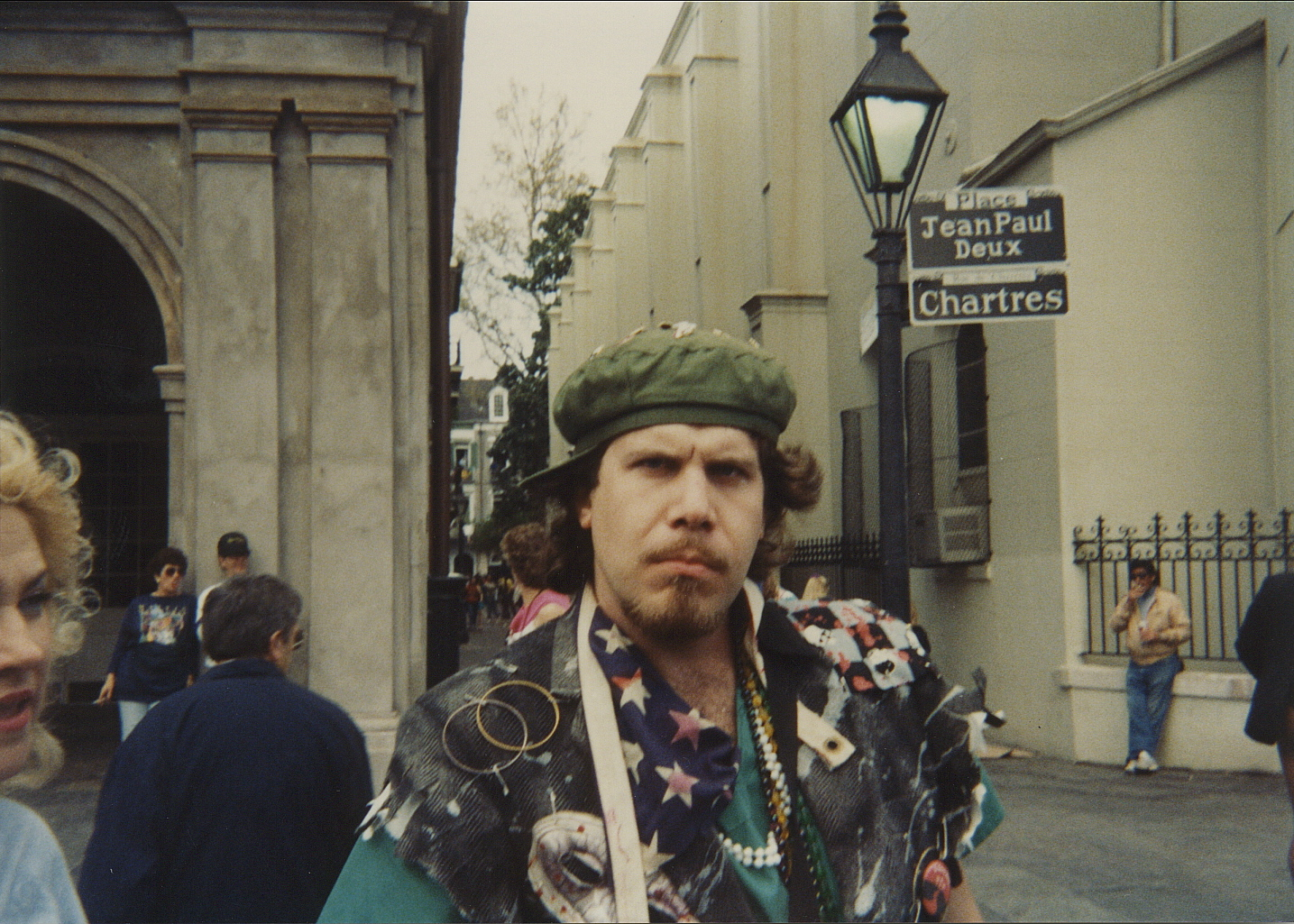
Nouvelle-Orléans, 1990

Jeffrey Knight Potter signant ses œuvres J. K. Potter, est un photographe et illustrateur américain né en Californie en 1956 et élevé en Alabama.

## Sa carrière
Lydia Lunch est son modèle de prédilection. Poppy Z. Brite apparait également de manière récurrente dans ses œuvres. Il a illustré par ses photos un livre de Douglas E. Winter notamment ou la pochette de l'album Black Science du groupe  G/Z/R, ou encore un livre de Ramsey Campbell, Alone with the Horrors, de Nimbus un livre d'Alexander Jablokov et Girl from Interzone de William Burroughs. Il a également illustré toutes les éditions américaines des romans de William Gibson.

## Son art
Pour Potter, « le grotesque est beau, le bizarre sublime et le macabre est un cru rare et délicieux ». Il privilégie des méthodes de travail « à l'ancienne » à savoir pellicule argentique noir-blanc sans apport informatique. Il considère que la plupart de ses clichés comportent un caractère de catharsis. L'un de ses maîtres à penser est le photographe Clarence John Laughlin.

## Livres d'art
- Neurotica, Paper Tiger
- Horripilations, Paper Tiger